# Zgornje Verjane
Zgornje Verjane is een plaats in Slovenië en maakt deel uit van de gemeente Sveta Trojica v Slovenskih goricah in de NUTS-3-regio Podravska. De plaats telde 130 inwoners op 1 januari 2020.